# Gyilkosság Rt.
A Gyilkosság Rt. című Ganxsta Zolee és a Kartel album 2002-ben jelent meg. Az album a címét az 1930-as 40-es években az Egyesült Államokban működő 
Murder, Inc. bűnözői csoportról kapta.
Az albumon olyan előadók közreműködtek, mint Billyzone, Game, Mohaman, Kolipka Éva, Ragga Ramone, Mester P.

## Megjelenések
CD  Magyarország Private Moon Records PMR 030202 2
1. Entrada
2. Funky maffia
3. Gonosz
4. Gyilkosság Rt.
5. Kartel Anthem XIII.
6. Vannak percek
7. Kartel Anthem XIV.
8. Maradona
9. Szupersegg
10. Kartel Anthem XV.
11. A lóvé kormányoz
12. Öreg vagyok
13. Szesztilalom
14. Kartel Anthem XVI.
15. Loco
16. Kartel Anthem XVII.
17. Szippantás
18. Bűnös lelkek
19. Kartel Anthem XVIII.
20. Engem ott találsz
21. Az igazat!
22. Kartel Anthem XIX.
23. Buli
24. Kartel Anthem XX.
25. Turnézás
26. Salida